# Zespół palusznika nitkowatego
Zespół palusznika nitkowatego (Digitarietum ischaemi R.Tx. et Prsg (1942) 1950) – jeden z zespołów roślinności występujących na glebach ubogich lub średnio żyznych.

## Charakterystyka

### Siedlisko
Najuboższe, lekko kwaśne, stosunkowo ciepłe i suche gleby. Siedliska borów mieszanych (Ass. Querco robori-Pinetum) i zubożałych dąbrów kserotermicznych (Potentillo albae-Quercetum). Głównie w uprawach okopowych.

### Zasięg występowania
To suboceaniczne zbiorowisko osiąga w Polsce swoją południowo-wschodnią granicę zasięgu.

### Charakterystyczna kombinacja gatunków[1]
Ch. Ass. : palusznik nitkowaty (Digitaria ischaemum)
Ch. All. : włośnica sina (Setaria pumila – optimum), włośnica zielona (Setaria viridis)
Ch. O. : łoboda rozłożysta (Atriplex patula), wyczyniec polny (Alopecurus myosuroides), komosa biała (s.str.) (Chenopodium album s.str.), chwastnica jednostronna (Echinochloa crus-galli), bodziszek drobny (Geranium pusillum), rdest ptasi (Polygonum aviculare var. heterophyllum), rdest szczawiolistny gruczołowaty (Polygonum lapathifolium ssp. pallidum), psianka czarna (Solanum nigrum)
Ch Cl. : gwiazdnica pospolita (Stellaria media), kurzyślad polny (Anagallis arvensis), farbownik polny (Anchusa arvensis), lniczka mała (Chaenorhinum minus), pępawa dachowa (Crepis tectorum), rdestówka powojowata (Fallopia convolvulus), poziewnik pstry (Galeopsis speciosa), poziewnik szorstki (Galeopsis tetrahit var. arvensis), łoczyga pospolita (Lapsana communis), lnica kreskowana (Linaria repens), maruna bezwonna (Matricaria perforata), wyżlin polny (Misopates orontium), niezapominajka polna (Myosotis arvensis), rdest ptasi (Polygonum aviculare), rzodkiew świrzepa (Raphanus raphanistrum ssp. segetum), gorczyca polna (Sinapis arvensis), sporek polny (Spergula arvensis), tobołki polne (Thlaspi arvense), wyka drobnokwiatowa (Vicia hirsuta), fiołek polny (Viola arvensis)

### Gatunki towarzyszące
Charakterystyczna kombinacja gatunków zbiorowiska ma znaczenie dla diagnostyki syntaksonomicznej, jednak nie wszystkie składające się na nią gatunki występują często. Częściej występujące, poza wyraźnie dominującym palusznikiem, a także włośnicami, gatunki to: miotła zbożowa (Apera spica-venti), sporek polny typowy (Spergula arvensis subsp. arvensis), szczaw polny (Rumex acetosella) i rzodkiew świrzepa (Raphanus raphanistrum).